# 야베이노사우루스

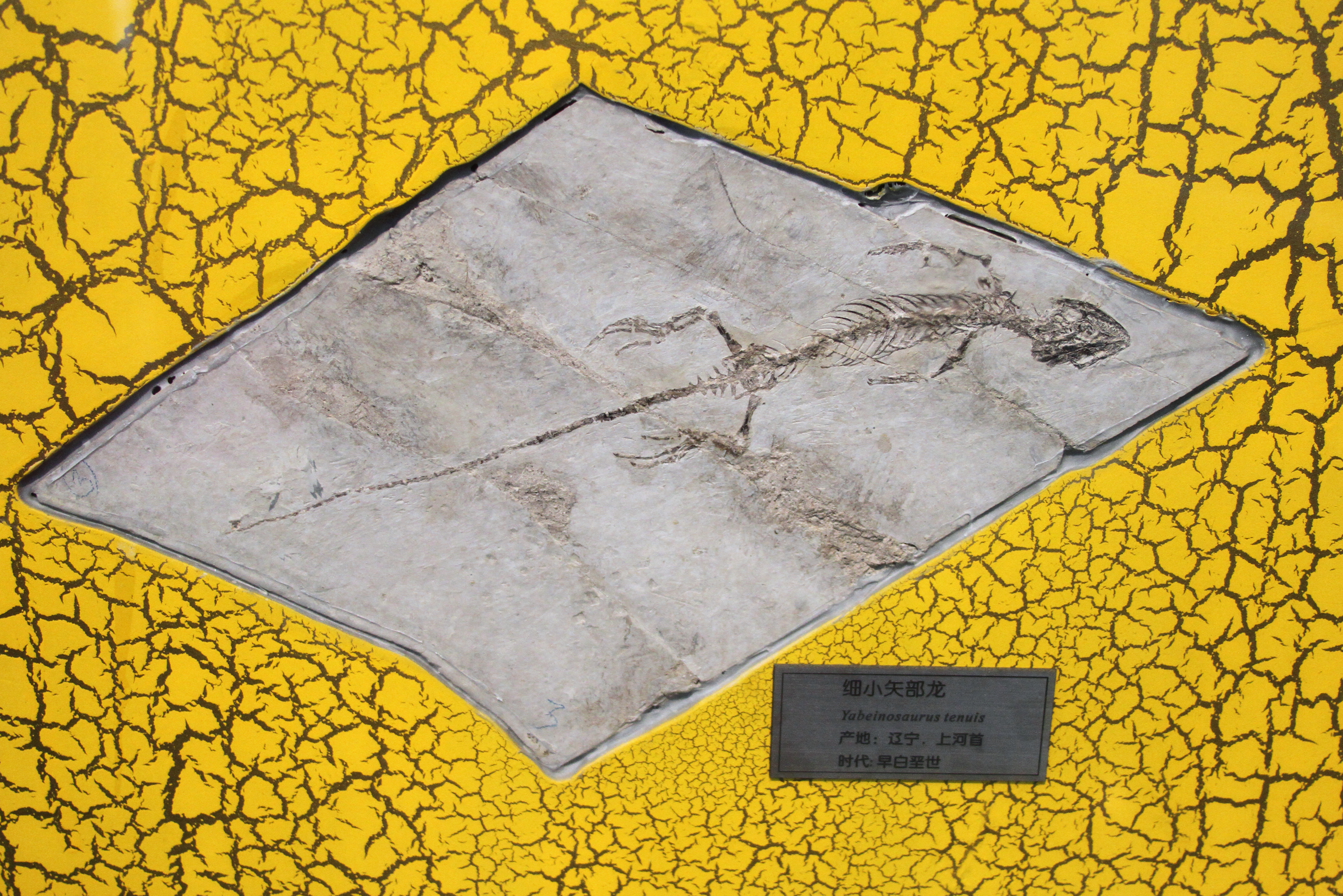

야베이노사우루스(학명:Yabeinosaurus tenuis)는 도마뱀목 레피토사우루스과에 속하는 도마뱀이다. 지금은 멸종한 종으로서 전체적인 몸길이가 4~6m인 대형의 몸을 가진 도마뱀이다.

## 특징
야베이노사우루스는 중국 북동부 백악기 초기 제홀 그룹의 멸종된 도마뱀의 속이다. 야베이노사우루스 테누이스의 종류는 청소년과 성인 모두에게 속하는 많은 잘 보존된 해골에서 잘 알려져 있다. 약 60년 동안 야베이노사우루스는 청소년 표본에서만 알려져 있었으며 과학자들은 이 도마뱀이 뼈가 약하게 발달한 작은 도마뱀이라고 믿게 되었다. 이 때문에 도마뱀붙이와 밀접한 관계가 있다고 생각되었다. 최대 35 센티미터(14인치) 길이의 대형 표본이다. 긴 길이 2005년에 처음으로 설명되어 야베이노사우루스가 완전히 자랄 때 상대적으로 큰 도마뱀이었다는 것을 보여준다. 최근의 계통학적 분석은 야베이노사우루스가 도마뱀붙이와 밀접한 관련이 있는 것이 아니라 도마뱀의 진화 역사에서 가장 초기 다이버 중 하나인 이구아니아와 스클러그로사이의 분열에 가까운 아주 "기초적인("원초적인") 도마뱀"이라는 것을 보여준다. 그것이 이 분열의 밖에 놓여있는지 혹은 셀룰라이사 안에 놓여있는지 여부는 불확실하다. 베이징 자연사 박물관의 Y. 텐에 야베이노사우루스의 화석이 전시되어 있다. 2011년에 야베이노사우루스의 화석이 그 안에서 잘 발달된 15개의 배아를 가지고 발견되었는데 그것은 임신한 활기가 있는 도마뱀의 가장 오래된 화석이 되었다. 야베이노사우루스는 큰 몸집에 걸맞게 앞다리와 뒷다리가 모두 크며 빠른 속력을 낼 수가 있도록 다리의 근육이 잘 발달되어 있던 종으로 추정이 된다. 또한 양턱에는 15~25개의 삼각형 모양을 가진 톱니 모양의 이빨을 가지고 있으며 이를 통하여 먹이를 사냥했을 것으로 보인다. 먹이로는 당대에 서식했던 작은 동물, 절지동물, 양서류, 공룡의 알 등을 주로 잡아먹고 살았을 육식성의 포식자로 추정되는 종이다.

## 생존시기와 서식지와 화석의 발견
야베이노사우루스가 생존했던 시기는 중생대의 백악기 초기로서 지금으로부터 1억 4500만년전~1억 2000만년전에 생존했던 종이다. 생존했던 시기에는 중국을 포함한 아시아의 삼림으로 이뤄진 지대나 초원 등에서 주로 서식했었던 도마뱀이다. 화석의 발견은 1942년에 중국의 백악기에 형성된 지층에서 중국의 고생물학자들에 의하여 처음으로 화석이 발견되어 새롭게 명명된 종이다.